# Ulfhethnar
Ulfhethnar е нсбм блек метъл група, основана през 2000 година в Буенос Айрес, Аржентина.

## Дискография
- Beyond Their Mortal Boundaries [Demo] (2001)
- Essence of Superiority [Studio] (2005)[2]